# M-4Sロケット
M-4Sロケット（ミュー4エスロケット）は、東京大学宇宙航空研究所（以下、東大）が日産自動車宇宙航空事業部（以下、日産）と共同開発、日産が製造、東大が運用した4段式固体燃料ロケットである。内之浦宇宙空間観測所から4基打ち上げられ、3基が成功。M-4Sの実機大予備試験機であるM-1,M-3Dについてもこの項で記述する。

## 技術的特徴
L-4Sロケットの技術を元に開発された。全段が誘導装置を持たない固体燃料ロケットから構成され、無誘導方式（重力ターン方式#無誘導重力ターン）による衛星軌道投入を行う。打ち上げランチャーとの関係上、第2段目に尾翼を装着出来ず、打ち上げ後、第2段後端部に傘状に開くフレアによって姿勢安定を行う。また第一段目の尾翼も、ロケット本体との相対面積はL-4Sのそれより小さい。このためL-4Sより飛行安定性は低下しているが、推力の余裕による軌道設計の最適化により、衛星軌道投入確率は確保できている。M-4Sの各号機は、基本的に、すべての衛星が近地点700km付近、遠地点2500~4500km付近（遠地点は、衛星重量により大きく変化する）を「目標軌道」として打ち上げられた（この軌道の場合、風に流されたとしても衛星軌道が成立する可能性が最も高く、95%を越える）。投入した衛星の重量が、全てカタログ上の低軌道打ち上げ能力の半分以下であるのは、この為である。
初号機は1970年（昭和45年）9月25日に打ち上げられたが、衛星の軌道投入に失敗。2号機から4号機は1971年（昭和46年）2月から1972年（昭和47年）8月にかけ打ち上げられた。

## 仕様
カッコ内は参考としてL-4Sのもの。
- 全長：23.6m（16.5m）
- 直径：1.41m（0.735m）
- 重量：43.6t（9.4t）
- 低軌道打ち上げ能力：180kg（26kg）

## 打ち上げ実績
| 名称  | 打上げ日時 （JST） | 成否 | 積荷              | 重量（kg） | 目標軌道 近-遠地点 軌道傾斜角 | 衛星の軌道 近-遠地点 軌道傾斜角 | 備考                                                                                |
| ----- | ------------------ | ---- | ----------------- | ---------- | ----------------------------- | ------------------------------- | ----------------------------------------------------------------------------------- |
| 1号機 | 1970年9月25日      | 失敗 | 科学衛星（MS-F1） |            |                               |                                 | 機体のスピン過大によって第4段点火以降のシーケンスが実行できず軌道投入に失敗         |
| 2号機 | 1971年2月16日      | 成功 | たんせい（MS-T1） | 63         | 近620km 遠4,338km 傾斜角31.2° | 近989km 遠1,109km 傾斜角30°     | 試験衛星                                                                            |
| 3号機 | 1971年9月28日      | 成功 | しんせい（MS-F2） | 66         | 近707km 遠3,156km 傾斜角31.2° | 近874km 遠1,871km 傾斜角32°     | 日本初の科学衛星                                                                    |
| 4号機 | 1972年8月19日      | 成功 | でんぱ（REXS）    | 75         | 近710km 遠2,657km 傾斜角31.2° | 近240km 遠6,570km 傾斜角31°     | 電波探査衛星 ランチャー設定角度と実際の角度に、約2°の誤差があったのが軌道誤差の主因 |

## 予備試験機
M-4Sの開発の為に2機の予備試験機によるシステム全体の飛翔試験が行われた。

### M-1
1966年10月31日打ち上げ。第1段モータM-10,補助ブースター及びそれらの周辺システムの予備試験機。上段はダミー。高度50kmに到達した。
仕様
- 全長：21.9m
- 直径；1.41m
- 重量：40t
- 構成：SB-310 + M-10 + M-20D + M-30D + M-40D

### M-3D
1969年8月17日打ち上げ。第2段モータM-20,第4段モータM-40及びそれらの周辺システムの予備試験機。第3段はダミー。高度160kmに到達した。
仕様
- 全長：23.6m
- 直径；1.41m
- 重量：40t
- 構成：SB-310 + M-10 + M-20 + M-30D + M-40